# Альфос-де-Льйоредо
Альфос-де-Льйоредо (ісп. Alfoz de Lloredo) — муніципалітет в Іспанії, у складі автономної спільноти Кантабрія. Населення — 2496 осіб (2009).
Муніципалітет розташований на відстані близько 330 км на північ від Мадрида, 30 км на захід від Сантандера.
На території муніципалітету розташовані такі населені пункти: Ла-Буста, Сігуенса, Кобресес, Новалес (адміністративний центр), Оренья, Рудагуера, Тоньянес.

## Демографія
Динаміка населення (INE ):

## Галерея зображень

Розташування муніципалітету
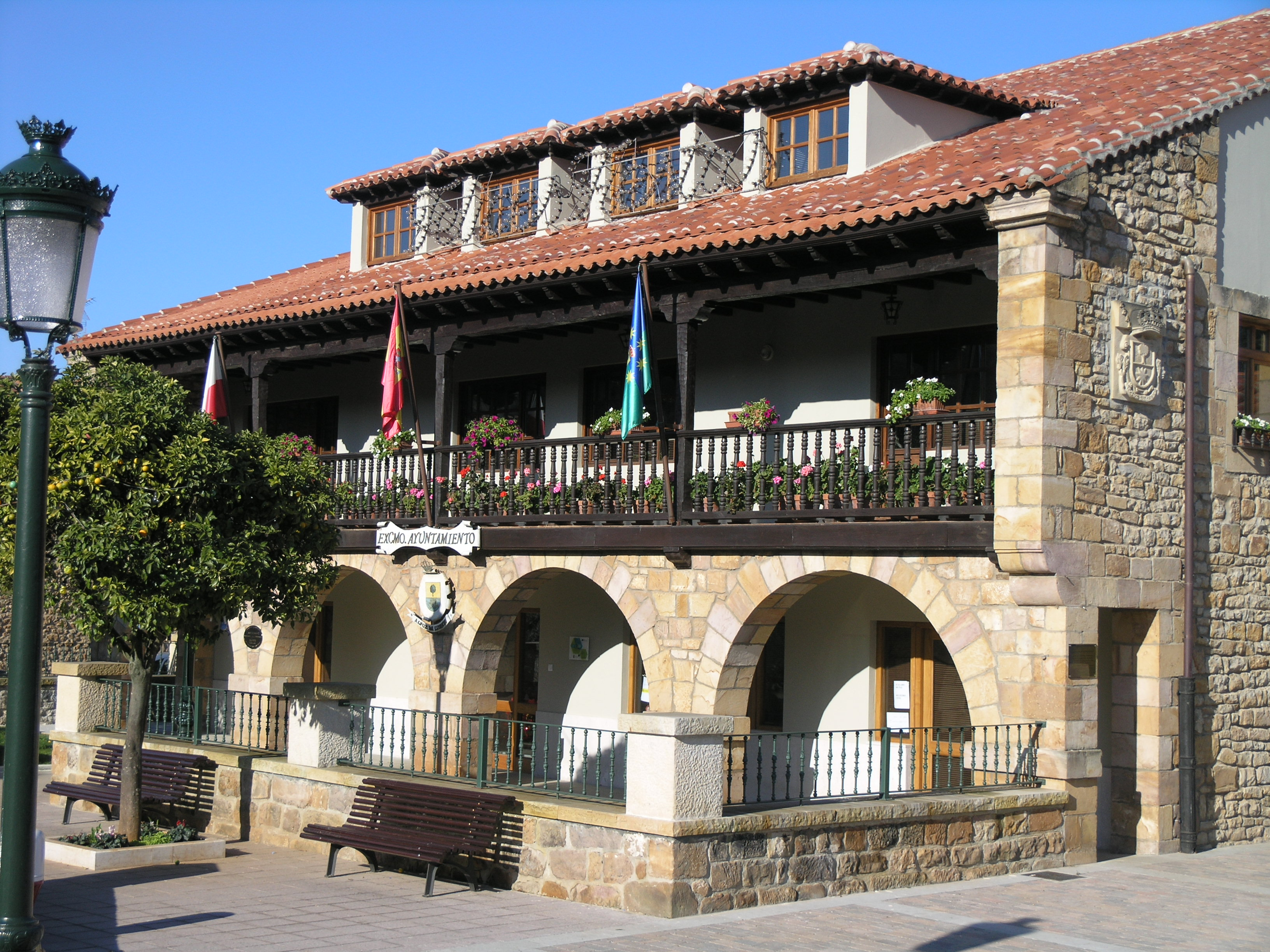
Муніципальна рада Альфос-де-Льйоредо, Новалес
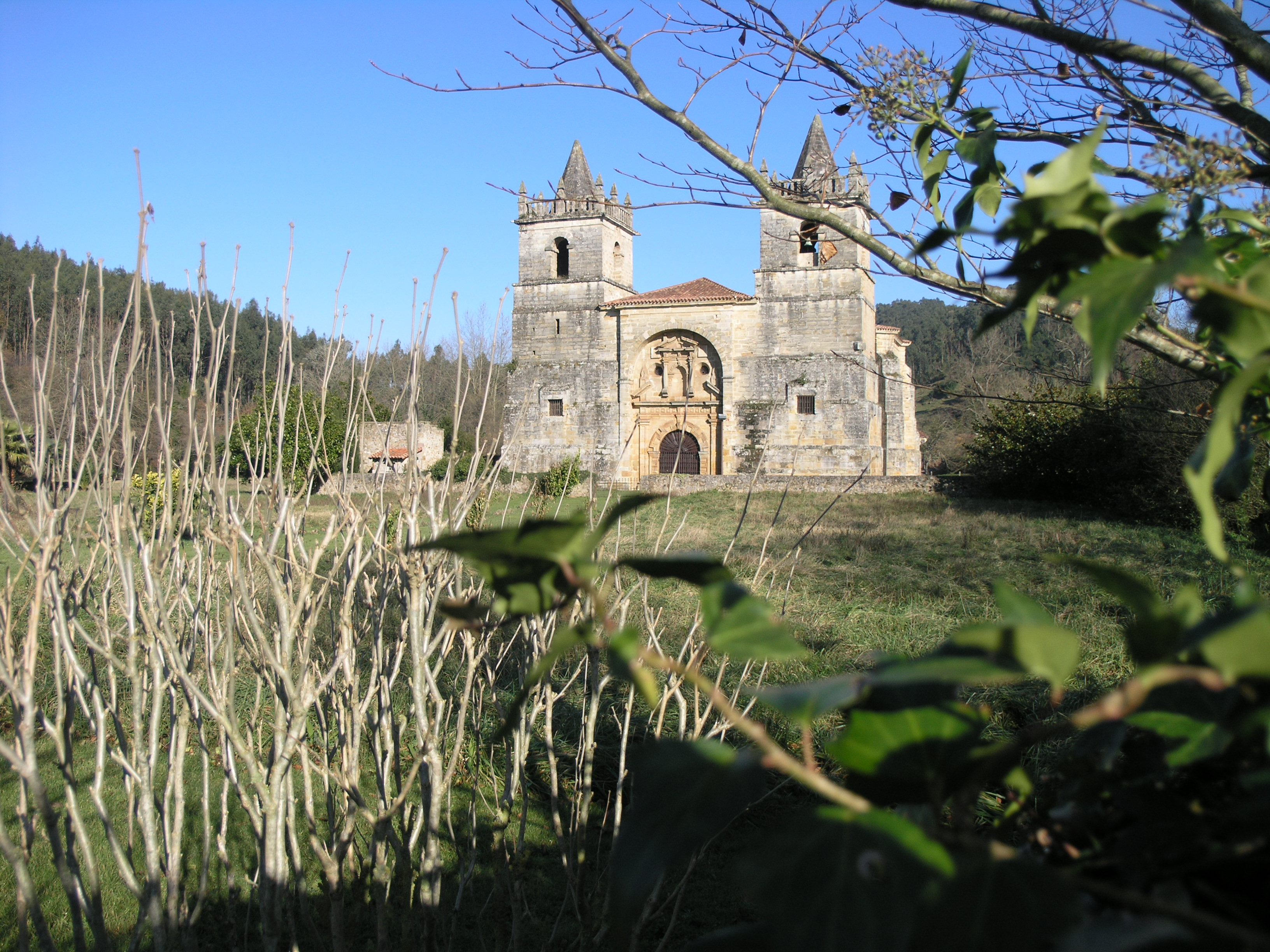
Церква Сан-Мартін, Сігуенса